# ORP Mamry
ORP Mamry (643) – polski trałowiec redowy projektu 207M zbudowany przez Stocznię Marynarki Wojennej w Gdyni, jako pierwszy z serii jednostek projektu 207M. Od momentu podniesienia bandery ORP Mamry pełni służbę w ramach 13 Dywizjonu Trałowców, podporządkowanego wpierw 9 Flotylli Obrony Wybrzeża a następnie od lipca 2006 roku 8 Flotylli Obrony Wybrzeża.

## Projekt i budowa
W połowie lat 60. XX wieku Polska Marynarka Wojenna znacznie rozbudowywała siły przeciwminowe, które liczyły 56 okrętów 5 typów, w tym dwa typu kutrów trałowych. Wraz z końcem lat 60. w Dowództwie Marynarki Wojennej (DMW) zrodziła się koncepcja budowy nowego typu trałowca redowego. W tym celu podjęto i przeprowadzono wiele analiz technicznych tak, że w 1968 roku opracowano wstępne wymagania taktyczno-techniczne nowych okrętów, których kadłuby miały być drewniane. Wkrótce jednak zarzucono tę koncepcję i rozpoczęto szereg prac naukowo-badawczych z zakresu konstrukcji i technologii okrętów z laminatów poliestrowo-szklanych (LPS), wyposażenia trałowego, czy też minimalizacji pól fizycznych. Na początku 1970 roku w Biurze Projektowo-Konstrukcyjnym Stoczni Północnej im. Bohaterów Westerplatte w Gdańsku, rozpoczęto prace projektowe nad nową jednostką małomagnetycznego trałowca redowego. Rolę głównego konstruktora sprawował mgr inż. Roman Kraszewski, którego później zastąpił mgr inż. Janusz Jasiński. Z ramienia Szefostwa Budowy Okrętów DMW nadzór sprawował kmdr Kazimierz Perzanowski. W tym samym roku ukończono analizę taktyczno-techniczno-ekonomiczną okrętu, który otrzymał numer projektowy 207 i jawny kryptonim Indyk.
Jednostka prototypowa, nosząca oznaczenie typ 207D ORP „Gopło”, została zwodowana 16 kwietnia 1981 w Stoczni Marynarki Wojennej w Gdyni. ORP Mamry był pierwszą, ulepszoną w stosunku do projektu 207P jednostką z serii 207M (typu Mamry), zwodowano go 20 września 1991 roku w Stoczni Marynarki Wojennej w Gdyni.

## Opis
Jest to jednostka małomagnetyczna, przeznaczona do poszukiwania i niszczenia min morskich kontaktowych i niekontaktowych postawionych w zagrodach minowych lub pojedynczo. Ograniczenie pola magnetycznego osiągnięto głównie dzięki zastosowaniu w konstrukcji kadłuba i pokładówki laminatu poliestrowo-szklanego. Trałowiec „Mamry” projektu 207M stanowi zmodernizowaną wersję okrętów 207P (typu Gardno). Zastosowano na nim nowszej generacji wyposażenie hydrolokacyjne, trałowe oraz artyleryjskie.

## Służba
ORP „Mamry” do służby w Marynarce Wojennej wcielono 25 września 1992 roku. Jednostka weszła do składu 13 Dywizjonu Trałowców 8 Flotylli Obrony Wybrzeża w Świnoujściu (początkowo należącego do 9 Flotylli Obrony Wybrzeża).
W 1998 roku jednostka wraz z załogą wzięła udział w ćwiczeniach REKIN 98 na wodach Południowego Bałtyku. 21 grudnia tego samego roku „Mamry” uczestniczył w poszukiwaniach a następnie podjęciu z wody w pobliżu Łeby ćwiczebnej miny morskiej, której wykrycie poprzedniego dnia zgłosił kuter rybacki DAR-25. W dniach 7-16 czerwca 1999 okręt uczestniczył w manewrach BALTOPS 99, wraz z okrętami ORP „Resko” ORP „Sarbsko”, ORP „Drużno”, ORP „Wigry” oraz ORP „Śniardwy” na wodach Morza Bałtyckiego.
10 lutego 2000 roku okręt brał udział w obchodach 80 rocznicy zaślubin Polski z morzem, wraz z ORP „Darłowo”.
W dniach 6-09 listopada 2007 roku ORP „Mamry” uczestniczył w manewrach MCM SQNEX, wraz z ORP „Mewa”, ORP „Gopło” i ORP „Flaming” oraz ćwiczył z zespołem NATO w rejonie Zatoki Gdańskiej. W czerwcu 2008 uczestniczył w ćwiczeniach BALTOPS 08, wraz z trałowcem ORP „Wdzydze”, zaś we wrześniu tego samego roku w manewrach Anakonda 08.
W dniach 8-18 czerwca 2009 jednostka brała udział w ćwiczeniach BALTOPS 09, wraz z trałowcami ORP „Jamno” i ORP „Hańcza”, natomiast w dniach 6-9 listopada 2009 uczestniczył w ćwiczeniach MCM SQNEX 09, wraz z okrętami ORP „Flaming”, ORP „Mewa” i ORP „Gopło”.
W dniach 6-24 czerwca 2013 jednostka uczestniczyła w ćwiczeniach BALTOPS 13, wraz z trałowcami ORP „Wdzydze”, ORP „Gopło”, ORP „Gardno”, ORP „Bukowo”, ORP „Hańcza”, okrętem podwodnym ORP „Orzeł” i okrętem dowodzenia ORP „Kontradmirał Xawery Czernicki”, który w tym czasie był okrętem flagowym zespołu SNMCMG 1. W dniach 5-21 czerwca 2015 roku okręt reprezentował Marynarkę Wojenną w ćwiczeniach BALTOPS 15, wraz z: okrętami ORP „Wigry”, ORP „Resko”, ORP „Bukowo”, ORP „Dąbie”, ORP „Kondor”, ORP „Gniezno”, ORP „Lublin” oraz ORP „Mewa”, który był w składzie zespołu SNMCMG 1.
W czerwcu 2022 roku, ORP „Mamry” wraz z 3 innymi trałowcami został przekazany do remontu w stoczni PGZ Stocznia Wojenna za 78,5 mln zł. Prace stoczniowe ruszyły w 2023 roku. Trałowiec opuścił stocznię 17 lutego 2025 roku, i rozpoczął próby morskie. Zakres prac obejmował: wymiany radzieckich silników wysokoprężnych na silniki produkcji niemieckiej modelu MTU 8V2000M72 oraz montażu Zintegrowanego Systemu Łączności SVT (Secured Voice Terminals) oraz MHS Hermes (Military Message Handling System).